# Atractodes piceicornis
Atractodes piceicornis là một loài tò vò trong họ Ichneumonidae.